# Rizzanese
La Rizzanese è un fiume francese lungo 44 km , che bagna la Corsica meridionale, per poi sfociare nel Mar Mediterraneo nei pressi di Propriano.

## Geografia
Nasce presso la Punta di Quercitella (1461 m.s.l.m.) e la Bocca di Castellucciu (1141 m.s.l.m.), nel territorio comunale di Zonza.

## Storia
A 7 chilometri da Sartene è presente il ponte Spin' a Cavallu. Questo ponte ad arcata unica che si eleva a 8 metri sul livello dell'acqua, anche chiamato "ponte genovese" è stato costruito nel XIII in pieno stile architettonico pisano.
La recente e contestata realizzazione di una diga ha avuto un notevole impatto visivo e ambientale su parte del fiume.